# Garcon/I ragazzi nell'amore
Garçon/I ragazzi nell'amore è un singolo di Wilma De Angelis pubblicato nel 1964 dalla casa discografica Philips.

## Descrizione
Con il brano Garçon la cantante ha partecipato al Festival di Zurigo 1964.

## Tracce
1. Garçon
2. I ragazzi nell'amore